# Schlacht bei Handschuhsheim
1792

Porrentruy – Marquain – Quiévrain – Verdun – Thionville – Valmy – Lille – Mainz (1792) – Jemappes
1793

Aldenhoven I – Namur – Neerwinden – Mainz (1793) – Famars – Valenciennes (1793) – Arlon (1793) – Hondschoote – Meribel – Avesnes-le-Sec – Pirmasens – Toulon – Fontenay-le-Comte – Cholet – Lucon – Trouillas – Dünkirchen – Le Quesnoy – Menin I – Wattignies – Weißenburg I – Biesingen – Kaiserslautern I – Weißenburg II
1794

Boulou – Landrecis – Menin II – Mouscron – Martinique – Guadeloupe – Tourcoing – Tournai – Kaiserslautern II – San-Lorenzo de la Muga – 13. Prairial – Fleurus – Kaiserslautern III – Vosges – Aldenhoven II
1795

Cornwallis’ Rückzug – Genua – Groix – Hyeres – Handschuhsheim – Mainz (1795) – Mannheim – Loano
1796

Montenotte – Millesimo – Dego – Mondovì – Lodi – Borghetto – Castiglione – Mantua – Siegburg – Altenkirchen – Wetzlar – Kircheib – Kehl – Kalteiche – Friedberg  – Malsch – Neresheim – Sulzbach – Deining – Amberg – Würzburg – Neufundland – Rovereto – Bassano – Limburg – Biberach I – Emmendingen – Schliengen – Caldiero – Arcole – Irland
1797

Fall von Kehl – Rivoli (1797) – St. Vincent – Diersheim – Santa Cruz – Neuwied – Camperduin
Die Schlacht bei Handschuhsheim war eine militärische Auseinandersetzung im Rahmen des ersten Revolutionskrieges. Am 24. September 1795 kämpften hier die Österreicher, geführt von Peter Vitus von Quosdanovich, gegen die Franzosen, geführt von Jean-Charles Pichegru. Die Schlacht endete mit einem Sieg der Österreicher.

## Vorgeschichte
Die Vorgeschichte zu der Schlacht bilden die kriegerischen Ereignisse am Rhein im Jahr 1795. Der französische General Jourdan hatte in den Tagen zuvor Mainz durch General Kléber belagern lassen und seine Hauptarmee am Main aufgestellt. Sein Plan sah vor, dass Pichegru mit zwei seiner Divisionen beidseitig des Neckars auf Mannheim marschieren sollte, um die Verbindung zwischen den österreichischen Armeen Wurmsers und Clerfayts zu durchbrechen. Um dies zu verhindern, marschierte zeitgleich Quosdanovich in Eile nach Mannheim. Da die Stadt jedoch bereits den Franzosen übergeben worden war, bezog er Stellung bei Heidelberg. Nach Gefechten am 23. September nährten sich die Franzosen und rückten am 24. September mit beiden Divisionen von Ladenburg und Schwetzingen vor. In der Vorbereitung auf die kommende Schlacht hatte Quosdanovich seine Truppen (10 Bataillone und 18 Eskadrone) wie folgt aufgestellt: General Bajalich stand rechts des Neckars mit 4 Bataillonen, 2 Kompanien und 6 Eskadronen. Eines der Bataillone stand bei Neuenheim, 2 Kompanien bei Handschuhsheim als Vorhut und der Rest bei Heidelberg als Reserve. Auf dem linken Ufer, vor Heidelberg und zwischen Kirchheim und dem Neckar, stand General von Fröhlich, mit 4 Bataillonen, 4 Kompanien und 6 Eskadronen. Abschließend stand noch General Karaicsay vor Wiesloch mit 2 Bataillonen und 8 Eskadronen.

## Die Schlacht
Am 24. September eröffneten die Franzosen die Schlacht, indem die Brigade Vidalot der Division Dufour, durch schweres Geschützfeuer gedeckt, in zwei Kolonnen auf Handschuhsheim vorrückte. Noch bevor die Franzosen die Zugänge zum Ort einnehmen konnten, hatte General Bajalich zwei Kanonen in Stellung gebracht und mit 5 Kompanien angegriffen und die Franzosen zum Rückzug gezwungen. Unter Mithilfe der Brigade Cavoris, 6 Eskadronen und 5 Bataillonen, begann der zweite Angriff der Franzosen. Doch auch dieser Angriff scheiterte und die österreichische Kavallerie zwang sie zum Rückzug. Zeitgleich rückten die Österreicher mit einem Bataillon und 9 Kompanien, unterstützt durch 4 Kanonen, auf der Bergstraße gegen die Orte Dossenheim und Schriesheim vor. Hier gelang es ihnen, die französische Kolonne aufzureiben und beide Dörfer einzunehmen. Dabei wurde der französische General Dufour gefangen genommen und seine Brigade ergriff die Flucht.

## Folgen
Noch im Nachsetzen gelang es der österreichischen Kavallerie die Franzosen aufzureiben, wobei viele niedergemacht oder gefangen genommen wurden. In der Folge der Schlacht zog sich Pichegru nach Mannheim zurück, welches dann von den Österreichern belagert wurde. Die Verteidiger kapitulierten am 23. November. Durch die Niederlage bei Handschuhsheim musste auch General Jourdan untätig bleiben. Doch noch bis Mitte Dezember kam es zu mehreren Offensiven beider Seiten. Erst am 18. Dezember hatte Jourdan Verhandlungen aufgenommen, die am 1. Januar 1796 zu einem Waffenstillstand führten.